# Giao lộ Đông Daegu
Giao lộ Đông Daegu (Tiếng Hàn: 동대구 분기점, 동대구JC), còn được gọi là E.Daegu JC, là giao lộ nơi Đường cao tốc Gyeongbu và Đường cao tốc Jungang gặp nhau ở Dong-gu, Daegu. Ban đầu, nút giao thông Dongdaegu được lắp đặt tại vị trí này, nhưng nó đã được đổi thành giao lộ khi đoạn đầu tư tư nhân Daedong ~ Đông Daegu của Đường cao tốc Jungang được khai trương. Giao lộ Đông Daegu hiện tại đã được di chuyển xa hơn về phía nam theo hướng Yonggye-dong và trong quá trình này các con đường ở trung tâm thành phố Daegu giữa Hwarang-ro, Ansim-ro, Banyawol-ro và Dongchon-ro đã trải qua nhiều cải tiến. Vào ngày 31 tháng 3 năm 2022, Đường cao tốc vành đai ngoài Daegu đã được khai trương và kết nối với giao lộ Sangmae của Đường cao tốc vành đai ngoài Daegu.

## Lịch sử
- 29 tháng 12 năm 1969: Giao lộ Đông Daegu được mở tại giao lộ này sau khi mở đoạn Daegu ~ Busan của Đường cao tốc Gyeongbu[1]
- 25 tháng 1 năm 2006: Do khu vực tư nhân mở Đường cao tốc Jungang đoạn Daedong  ~ Đông Daegu, Nút giao thông Dongdaegu hiện tại đã được đổi thành Giao lộ Dongdaegu[2]
- 31 tháng 3 năm 2022: Kết nối với việc mở Đường cao tốc vành đai ngoài Daegu.

## Thông tin cấu trúc
- Vị trí: Sinpyeong-dong, Yonggye-dong, Dong-gu, Daegu

## Kết nối các tuyến đường

### Hướng điBusan
- Đường cao tốc Gyeongbu (Số 13)

### Hướng điSeoul・Chuncheon
- Đường cao tốc Gyeongbu (Số 13), Đường cao tốc Jungang (Số 11) (Đoạn đi trùng)

### Hướng điBusan
- Đường cao tốc Jungang (Số 11)

### Hướng điSangmae
- Đường kết nối Sangmae JC ~ E.Daegu JC